# Philippolis
Philippolis ist ein Ort in der südafrikanischen Provinz Freistaat. Er liegt in der Lokalgemeinde Kopanong im Distrikt Xhariep. Er ist die erste von Europäern gegründete Siedlung im heutigen Freistaat.

## Geographie
Philippolis hat 950 Einwohner (Stand 2011). Nahe dem Ort liegt das Township Poding-Tse-Rolo (2698 Einwohner).  Der Ort liegt etwa 160 Kilometer südsüdwestlich von Bloemfontein. Rund 20 Kilometer südwestlich fließt der Oranje.

## Geschichte
Der Ort wurde 1822 oder 1823 gegründet und ist damit nach Griekwastad der zweitälteste von Europäern gegründete Ort des südlichen Afrika nördlich des Oranje. Er diente als Missionsstation der London Missionary Society, nach deren Superintendent John Philip der Ort benannt wurde. 1826 erreichten Griqua unter Adam Kok II. den Ort und ließen sich dort nieder. Sie sicherten vertraglich zu, die Missionare zu beschützen. 1833 waren drei französische Missionare der Société des missions évangéliques de Paris am Ort, darunter Eugène Casalis. Als sie erfuhren, dass das Oberhaupt der Basotho, Moshoeshoe I., Missionare suchte, siedelten sie in seinem Machtbereich. 1862 verkauften die Griqua ihr Land den Buren und zogen unter Adam Kok III. weiter nach Griqualand East. Auch die Missionare verließen den Ort. Die Kirche der Griqua wurde durch einen Neubau der Niederländisch-reformierten Kirche an derselben Stelle ersetzt. 1905 richtete die Britin Emily Hobhouse in Philippolis die erste von 27 Spinn- und Webwerkstätten ein, um nach dem Zweiten Burenkrieg notleidenden burischen Frauen zu helfen.

## Wirtschaft und Verkehr
Neben dem Tourismus zählen Schafhaltung und Pferdezucht zu den Haupterwerbszweigen.
Philippolis liegt an der R 717 zwischen Colesberg und Trompsburg. Nördlich des Ortes liegt der Flugplatz Philippolis Aerodrome. Rund 15 Kilometer östlich lag an der Nebenbahn Springfontein–Koffiefontein der Bahnhof Philippolis Road. Die Bahnstrecke ist jedoch außer Betrieb.

## Sehenswürdigkeiten
In Philippolis gibt es zahlreiche Nationaldenkmäler. Im Transgariep Museum werden das Leben der Griqua und die Geschichte der Missionsstation dargestellt. Außerdem kann dort die Spinn- und Webwerkstatt von Emily Hobhouse besichtigt werden. Im Ort befinden sich das 1843 erbaute mutmaßliche Wohnhaus von Adam Kok III und das 1871 fertiggestellte Kirchgebäude der Niederländisch-reformierten Kirche. An den Schriftsteller Laurens van der Post erinnert das van der Post House mit einem 1998 angelegten Gedenkgarten.
Jeden April findet das Witblits Festival statt, bei dem ein alkoholisches Getränk namens Witblits (deutsch: „Weißer Blitz“) hergestellt wird.

## Söhne und Töchter des Ortes

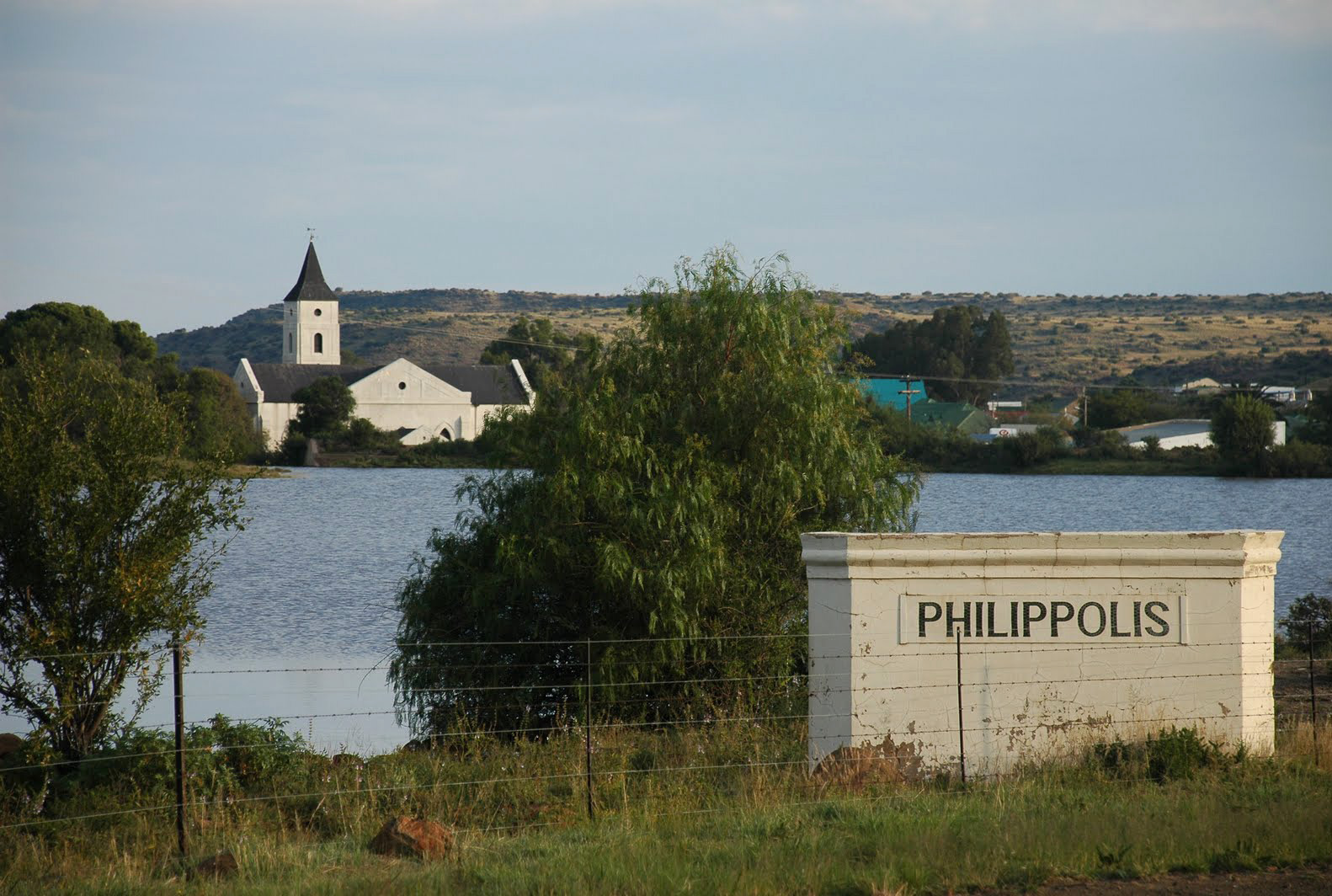
Philippolis

- Laurens van der Post (1906–1996), südafrikanischer Schriftsteller